# Западня (Житомирський район)
Западня — село в Україні, у Брусилівській селищній територіальній громаді Житомирського району Житомирської області. Населення становить 74 особи (2001).

## Історія
Перша писемна згадка датована 1624 роком. Виникло неподалік давньоруського поселення Ратна, згадуваного ще у документах початку 17 століття.
У 1926—54 роках — адміністративний центр Западнянської сільської ради Корнинського району.
До 28 липня 2016 року село входило до складу Озерської сільської ради Брусилівського району Житомирської області.